# Commissione Affari esteri e comunitari della Camera dei deputati
La Commissione permanente III Affari esteri e comunitari è un organo della Camera dei deputati della Repubblica italiana.

## Funzione
Il compito della Commissione è quello di valutare progetti di legge di revisione alla Costituzione e altre leggi costituzionali, e, per quanto riguarda la legislazione ordinaria l'ordinamento generale dei rapporti diplomatici; la disciplina generale del pubblico impiego, che rifluiva in questo ambito competenziale, a decorrere dalla XVIII legislatura repubblicana passerà alla Commissione lavoro.
Su materie specifiche, la sua attività si riferisce ai settori normativi e di azione dell'amministrazione degli Affari esteri: rapporti tra paesi, nomine e valutazioni degli agenti diplomatici ed ambasciatori, accordi commerciali.
Nella grande attività consultiva pronuncia il suo parere, per lo più nella sede ristretta di un'apposita sottocommissione su quasi tutti i disegni di legge e gli emendamenti all'esame delle altre commissioni, valutandone la compatibilità a diversi parametri: precetti costituzionali, organizzazione della pubblica amministrazione, princìpi generali dell'ordinamento, qualità legislativa e corretta collocazione delle nuove norme nel sistema delle fonti del diritto.
Una peculiare funzione consultiva riguarda i presupposti costituzionali dei decreti-legge. Infine, rende pareri sia alle altre commissioni sia all'Assemblea della Camera dei deputati al fine di valutare la conformità dei disegni di legge e degli emendamenti all'assetto costituzionale del riparto delle competenze normative tra lo Stato, delle organizzazioni sovranazionali, degli Stati, delle ambasciate e dei consolati.

## Composizione
La Commissione è composta da circa 45 deputati (di cui un segretario, 2 vicepresidenti, e un presidente) scelti in modo omogeneo tra i componenti della Camera dei deputati, in modo da rispecchiarne le forze politiche presenti. Essi sono scelti dai gruppi parlamentari (e non dal Presidente, come invece accade per l'organismo della Giunta parlamentare): per la nomina dei membri ciascun Gruppo, entro cinque giorni dalla propria costituzione, procede, dandone comunicazione alla Presidenza della Camera, alla designazione dei propri rappresentanti nelle singole Commissioni permanenti.
Ogni deputato chiamato a far parte del governo o eletto presidente della Commissione è, per la durata della carica, sostituito dal suo gruppo nella Commissione con un altro deputato, che continuerà ad appartenere anche alla Commissione di provenienza. Tranne in rari casi nessun deputato può essere assegnato a più di una Commissione permanente. Le Commissioni permanenti sono rinnovate dopo il primo biennio della legislatura ed i loro componenti possono essere confermati, ma i gruppi parlamentari possono cambiare i propri membri autonomamente in qualsiasi momento, sostituendoli, aggiungendoli o rimuovendoli, modificando di conseguenza anche il numero totale dei componenti della Commissione.

## Presidenti
| N°                                                         | Presidente     | Presidente     | Presidente                      | Gruppo parlamentare | Mandato           | Mandato           | Legislatura  |
| N°                                                         | Presidente     | Presidente     | Presidente                      | Gruppo parlamentare | Inizio            | Fine              | Legislatura  |
| ---------------------------------------------------------- | -------------- | -------------- | ------------------------------- | --- | ----------------- | ----------------- | ------------ |
| II Rapporti con l'estero, compresi gli economici - colonie |                |                |                                 | |                   |                   |              |
| 1                                                          |                |                | Gaspare Ambrosini (1886-1985)   | Democratico cristiano | 11 giugno 1948    | 24 giugno 1953    | I (1948)     |
| 2                                                          |                |                | Giuseppe Bettiol (1907-1982)    | Democratico cristiano | 1º luglio 1953    | 11 giugno 1958    | II (1953)    |
| III Affari esteri - emigrazione                            |                |                |                                 | |                   |                   |              |
| -                                                          |                |                | Giuseppe Bettiol (1907-1982)    | Democratico cristiano | 30 luglio 1958    | 10 marzo 1959     | III (1958)   |
| 3                                                          |                |                | Mario Scelba (1901-1991)        | Democratico cristiano | 11 marzo 1959     | 30 settembre 1960 | III (1958)   |
| -                                                          |                |                | Giuseppe Bettiol (1907-1982)    | Democratico cristiano | 30 settembre 1960 | 15 maggio 1963    | III (1958)   |
| 4                                                          |                |                | Giuseppe Saragat (1898-1988)    | Partito Socialista Democratico Italiano | 12 luglio 1963    | 4 dicembre 1963   | IV (1963)    |
| 5                                                          |                |                | Virginio Bertinelli (1901-1973) | Partito Socialista Democratico Italiano | 21 gennaio 1964   | 23 febbraio 1966  | IV (1963)    |
| 6                                                          |                |                | Antonio Cariglia (1924-2010)    | Partito Socialista Democratico Italiano (1966) Partito Socialista Italiano - Partito Socialista Democratico Italiano Unificati (1966-1968) | 21 aprile 1966    | 4 giugno 1968     | IV (1963)    |
| III Affari esteri, emigrazione                             |                |                |                                 | |                   |                   |              |
| -                                                          |                |                | Antonio Cariglia (1924-2010)    | Partito Socialista Italiano (1968-1969) Partito Socialista Democratico Italiano (1969-1972)                                                | 11 luglio 1968    | 24 maggio 1972    | V (1968)     |
| 7                                                          |                |                | Aldo Moro (1916-1978)           | Democrazia Cristiana | 11 luglio 1972    | 7 luglio 1973     | VI (1972)    |
| 8                                                          |                |                | Giulio Andreotti (1919-2013)    | Democrazia Cristiana | 18 settembre 1973 | 14 marzo 1974     | VI (1972)    |
| 9                                                          |                |                | Carlo Russo (1920-2007)         | Democrazia Cristiana | 28 marzo 1974     | 4 luglio 1976     | VI (1972)    |
| 9                                                          | 27 luglio 1976 | 19 giugno 1979 | Carlo Russo (1920-2007)         | Democrazia Cristiana | VII (1976)        |                   |              |
| III Affari esteri - emigrazione                            |                |                |                                 | |                   |                   |              |
| 10                                                         |                |                | Francesco Cossiga (1928-2010)   | Democrazia Cristiana | 11 luglio 1979    | 4 agosto 1979     | VIII (1979)  |
| -                                                          |                |                | Giulio Andreotti (1919-2013)    | Democrazia Cristiana | 18 ottobre 1979   | 11 luglio 1983    | VIII (1979)  |
| 11                                                         |                |                | Giorgio La Malfa (1939)         | Repubblicano | 10 agosto 1983    | 1º luglio 1987    | IX (1983)    |
| III Affari esteri e comunitari                             |                |                |                                 | |                   |                   |              |
| 12                                                         |                |                | Flaminio Piccoli (1915-2000)    | Democratico cristiano | 4 agosto 1987     | 22 aprile 1992    | X (1987)     |
| -                                                          |                |                | Antonio Cariglia (1924-2010)    | Partito Socialista Democratico Italiano | 17 giugno 1992    | 14 aprile 1994    | XI (1992)    |
| 13                                                         |                |                | Mirko Tremaglia (1926-2011)     | Alleanza Nazionale | 25 maggio 1994    | 8 maggio 1996     | XII (1994)   |
| 14                                                         |                |                | Achille Occhetto (1936)         | Democratici di Sinistra - L'Ulivo | 4 giugno 1996     | 29 maggio 2001    | XIII (1996)  |
| 15                                                         |                |                | Gustavo Selva (1926-2015)       | Alleanza Nazionale | 21 giugno 2001    | 27 aprile 2006    | XIV (2001)   |
| 16                                                         |                |                | Umberto Ranieri (1947)          | Partito Democratico-L'Ulivo | 6 giugno 2006     | 28 aprile 2008    | XV (2006)    |
| 17                                                         |                |                | Stefano Stefani (1938-2024)     | Lega Nord Padania | 22 maggio 2008    | 14 marzo 2013     | XVI (2008)   |
| 18                                                         |                |                | Fabrizio Cicchitto (1940)       | Il Popolo della Libertà - Berlusconi Presidente (2013) Alternativa Popolare-Centristi per l'Europa-NCD-Noi con l'Italia (2013-2018)        | 7 maggio 2013     | 22 marzo 2018     | XVII (2013)  |
| 19                                                         |                |                | Marta Grande (1987)             | Movimento 5 Stelle | 21 giugno 2018    | 28 luglio 2020    | XVIII (2018) |
| 20                                                         |                |                | Piero Fassino (1949)            | Partito Democratico | 29 luglio 2020    | 13 ottobre 2022   | XVIII (2018) |
| 21                                                         |                |                | Giulio Tremonti (1947)          | Fratelli d'Italia | 9 novembre 2022   | in carica         | XIX (2022)   |

## Procedure
La Commissione viene convocata per la prima volta dal presidente della Camera dei deputati per procedere alla propria costituzione. L'Ufficio di Presidenza della Commissione, integrato dai rappresentanti dei gruppi, predispone il programma e il calendario dei lavori, che sono stabiliti in modo da assicurare l'esame in via prioritaria dei disegni di legge e degli altri argomenti compresi nel programma e nel calendario dell'Assemblea. Quando la discussione di un determinato argomento, anche non compreso nel programma, sia richiesta da almeno un quinto dei componenti della Commissione, l'inserimento nell'ordine del giorno in tempi brevi è rimesso all'Ufficio di Presidenza della Commissione stessa. Al termine di ciascuna seduta, di norma, il presidente della Commissione annuncia la data, l'ora e l'ordine del giorno della seduta successiva e viene di conseguenza stampato e pubblicato l'ordine del giorno.

## Composizione nella XIX legislatura (2022 -in corso)
Elenco dei membri ad aprile 2024
| Gruppo parlamentare                                      | Gruppo parlamentare                                                               | Deputato                          |
| -------------------------------------------------------- | --------------------------------------------------------------------------------- | --------------------------------- |
|                                                          | Fratelli d'Italia                                                                 | Giulio Tremonti (presidente)      |
|                                                          | Lega - Salvini Premier                                                            | Paolo Formentini (vicepresidente) |
|                                                          | Partito Democratico - Italia Democratica e Progressista                           | Lia Quartapelle (vicepresidente)  |
|                                                          | Fratelli d'Italia                                                                 | Emanuele Loperfido (segretario)   |
|                                                          | Azione-Popolari Europeisti Riformatori-Renew Europe                               | Federica Onori (segretaria)       |
|                                                          | Fratelli d'Italia                                                                 | Giangiacomo Calovini              |
| Salvatore Caiata                                         | Fratelli d'Italia                                                                 |                                   |
| Andrea Di Giuseppe                                       | Fratelli d'Italia                                                                 |                                   |
| Elisabetta Gardini (in sostituzione di Edmondo Cirielli) | Fratelli d'Italia                                                                 |                                   |
| Francesco Mura                                           | Fratelli d'Italia                                                                 |                                   |
| Emanuele Pozzolo                                         | Fratelli d'Italia                                                                 |                                   |
|                                                          | Lega - Salvini Premier                                                            | Antonio Angelucci                 |
| Simone Billi                                             | Lega - Salvini Premier                                                            |                                   |
| Dimitri Coin                                             | Lega - Salvini Premier                                                            |                                   |
| Andrea Crippa                                            | Lega - Salvini Premier                                                            |                                   |
|                                                          | Partito Democratico - Italia Democratica e Progressista                           | Vincenzo Amendola                 |
| Laura Boldrini                                           | Partito Democratico - Italia Democratica e Progressista                           |                                   |
| Fabio Porta                                              | Partito Democratico - Italia Democratica e Progressista                           |                                   |
| Giuseppe Provenzano                                      | Partito Democratico - Italia Democratica e Progressista                           |                                   |
|                                                          | Forza Italia - Berlusconi Presidente - PPE                                        | Deborah Bergamini                 |
| Patrizia Marrocco                                        | Forza Italia - Berlusconi Presidente - PPE                                        |                                   |
| Andrea Orsini                                            | Forza Italia - Berlusconi Presidente - PPE                                        |                                   |
|                                                          | Movimento 5 Stelle                                                                | Giuseppe Conte                    |
| Riccardo Ricciardi                                       | Movimento 5 Stelle                                                                |                                   |
| Francesco Silvestri                                      | Movimento 5 Stelle                                                                |                                   |
|                                                          | Azione-Popolari Europeisti Riformatori-Renew Europe                               | Ettore Rosato                     |
|                                                          | Alleanza Verdi e Sinistra                                                         | Nicola Fratoianni                 |
|                                                          | Noi moderati (Noi con l'Italia - Coraggio Italia - UdC - Italia al Centro) - MAIE | Franco Tirelli                    |
|                                                          | Italia Viva-Il Centro-Renew Europe                                                | Naike Gruppioni                   |
|                                                          | Misto-+Europa                                                                     | Benedetto Della Vedova            |